# Hiroyuki Sawada
Hiroyuki Sawada (澤田 博行 Sawada Hiroyuki?,  nacido el 29 de enero de 1974 en Gunma) es un exfutbolista japonés. Jugaba de defensa y su último club fue el Tonan SC Gunma de Japón.

## Trayectoria

### Clubes
| Club               | País  | Año         |
| ------------------ | ----- | ----------- |
| Honda              | Japón | 1992        |
| Urawa Reds         | Japón | 1993 - 1994 |
| Kyoto Purple Sanga | Japón | 1995 - 1996 |
| Tonan SC Gunma     | Japón | 1998 - 2004 |